# Neoempheria sinica
Neoempheria sinica är en tvåvingeart som beskrevs av Wu och Yang 1993. Neoempheria sinica ingår i släktet Neoempheria och familjen svampmyggor. Inga underarter finns listade i Catalogue of Life.